# 岸本瓦町邸
岸本瓦町邸（きしもとかわらまちてい）は、大阪府大阪市中央区に所在する歴史的建築物。国の登録有形文化財となっている。

## 概要
東横堀川筋大手橋の西詰正面に位置する。天保2年（1832年）に創業した岸本商店の5代目岸本吉左衛門の本邸として、住友工作部の笹川慎一の設計により建設された。竜山石による外装など三井住友銀行大阪本店ビル（旧 住友ビルディング）との類似性が認められる。外観意匠は抑制されているが、居間に造られたマントルピースなど室内意匠は密度が高い。

## 文化財
当家屋は鉄筋コンクリート造、2階建、建築面積323m2、1931年（昭和6年）竣工。1998年（平成10年）9月2日、登録有形文化財となった。

## 現地情報

### 所在地
- 大阪府大阪市中央区瓦町1-2-1

### 公開
- 非公開

### 交通アクセス
- 大阪メトロ堺筋線堺筋本町駅、北浜駅より徒歩5分